# Газин, Василий Петрович
Васи́лий Петро́вич Га́зин (1920—1944) — участник Великой Отечественной войны, Герой Советского Союза, стрелок, уроженец Липецкой области.

## Биография
Газин родился в 1920 году в селе Шовском Лебедянского района в крестьянской семье. После окончания школы работал механизатором.
В 1941 году был призван в армию. Служил в военной части вблизи западных границ СССР, принявшей на себя один из первых ударов немецко-фашистских войск 22 июня 1941 года. Большая часть полка, в котором сражался красноармеец Газин, погибла. Оставшиеся в живых вышли из окружения и присоединились к белорусским партизанам. До июня 1944 Газин воевал в составе партизанского отряда на территориях Брестской и Волынской областей, а затем на 1-м Белорусском фронте в составе регулярных частей Красной Армии.
В боях с гитлеровцами при форсировании реки Припять у деревни Берёза Ратновский район Волынской области 18 июля 1944 года Газин своим телом закрыл амбразуру вражеского пулемёта . За этот подвиг ему 24 марта 1945 года посмертно присвоено звание Героя Советского Союза .
Похоронен в д. Язавни Ратновский района, затем перезахоронен в Ратно, на могиле установлен памятник.

## Память
В честь В. П. Газина 6 мая 1965 года Зенитная улица в Липецке переименована в улицу Газина.
Также, в его честь были названы школа и улица в Ратно.

## Источник
- Липецкая энциклопедия. Том 1.